# امانوئل آغاسی
امانوئل «مایک» آغاسی (به ارمنی: Էմանուել «Մայք» Աղասի) (زادهٔ ۲۵ دسامبر ۱۹۳۰ – درگذشتهٔ ۲۴ سپتامبر ۲۰۲۱) بوکسور آشوری-ارمنی‌تبار اهل ایران بود.

## فعالیت ورزشی
امانوئل آغاسی از سال ۱۹۴۲–۱۹۵۲ (۱۳۲۱ الی ۱۳۳۱) قهرمان ایران در رشته بوکس بود و نماینده ایران در بازی‌های المپیک ۱۹۴۸ لندن در وزن ۵۴ کیلوگرم و ۱۹۵۲ هلسینکی در وزن ۵۷ کیلوگرم بوده است. در سال ۱۹۵۲ وی به ایالات متحده مهاجرت نمود. آندره آغاسی (زاده ۱۹۷۰) تنیس‌باز نامی جهان فرزند وی می‌باشد.

## درگذشت
امانوئل آغاسی در روز جمعه ۲۴ سپتامبر ۲۰۲۱ در سن ۹۰ سالگی در بیمارستان نیتن آدلسون لاس وگاس درگذشت.